# Old Withington
Old Withington var en civil parish från 1866 till 1936 då den blev en del av Withington, i grevskapet Cheshire, i England. Civil parish var belägen 10 km från Macclesfield och hade 125 invånare år 1931.